# Masevaux

Masevaux este o comună în departamentul Haut-Rhin din estul Franței. În 2009 avea o populație de 3.278 de locuitori.

## Evoluția populației
| An        | 1975  | 1982  | 1990  | 1999  | 2006  | 2009  |
| --------- | ----- | ----- | ----- | ----- | ----- | ----- |
| Populație | 3.601 | 3.328 | 3.267 | 3.329 | 3.232 | 3.278 |